# Libora

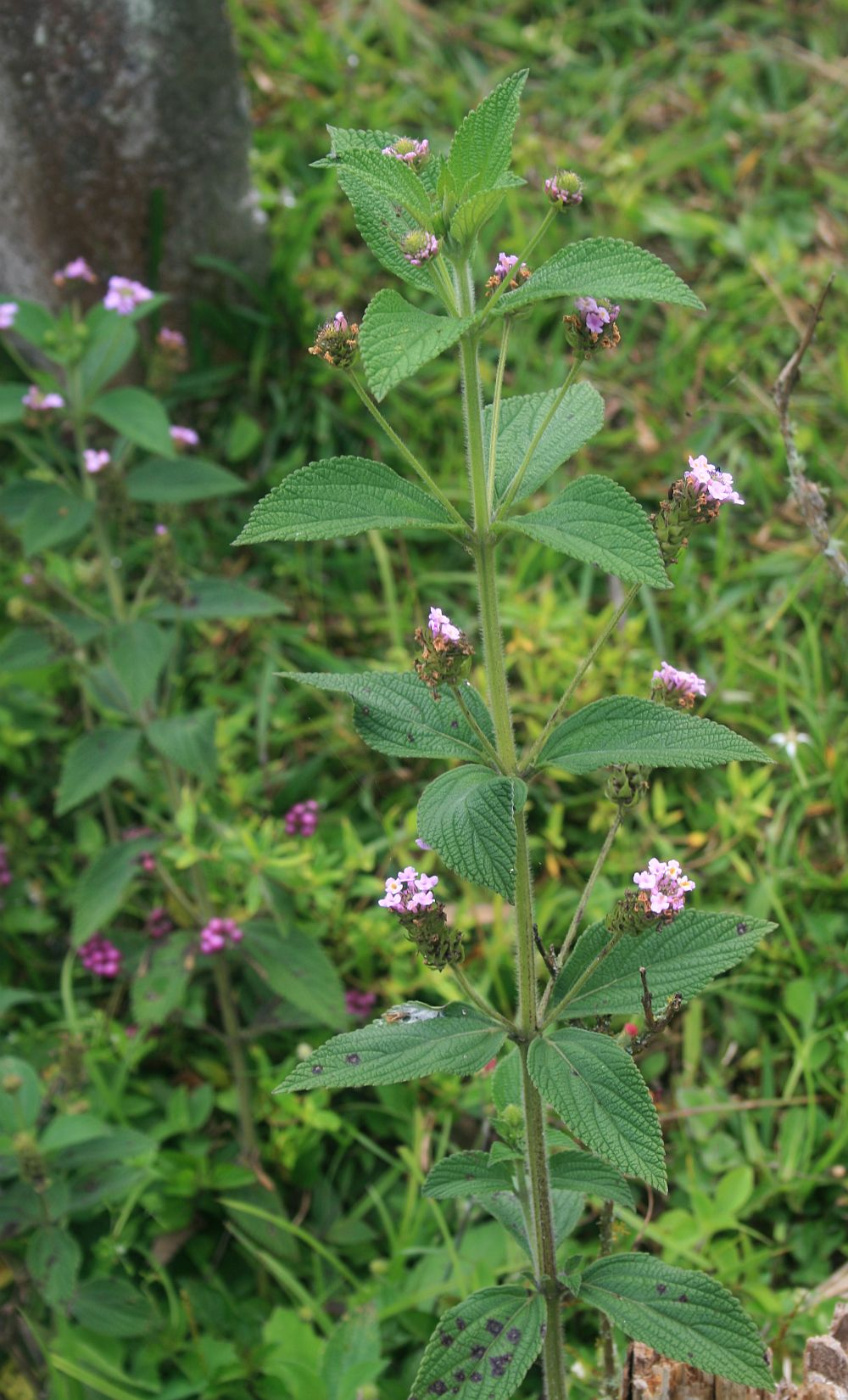
Lantana trifolia

Libora (Lantana), česky též lantana, je rod rostlin z čeledi sporýšovité. Jsou to keře s jednoduchými vstřícnými, vroubkovanými listy a nevelkými, ale nápadnými květy v hlávkovitých květenstvích. Plodem je peckovice. Rod zahrnuje asi 110 druhů a je rozšířen v tropech a subtropech Asie, Afriky i Ameriky. Nejznámějším druhem je libora měnivá, která je pěstována v tropech a subtropech jako okrasný keř, zajímavý tím, že květy v průběhu kvetení mění barvu od žluté po purpurovou. Je podobně jako řada jiných druhů libor jedovatá. Libory jsou v četných tropických oblastech obtížné invazní rostliny, způsobující otravy hospodářských zvířat. Některé druhy mají význam v medicíně.

## Popis
Libory jsou aromatické keře nebo šplhavé keře se čtyřhrannými větévkami. Některé druhy mají trny nebo ostny. Listy jsou jednoduché, vstřícné, řapíkaté, s vroubkovanou a často svraskalou čepelí. Květy jsou poměrně drobné, uspořádané v charakteristických polokulovitých hlávkovitých květenstvích, v nichž květy rozkvétají od okrajů ke středu květenství a často v průběhu ontogeneze mění barvu. Kalich je drobný, na vrcholu uťatý nebo mělce zubatý. Koruna je téměř pravidelná až lehce dvoupyská, s úzkou korunní trubkou a 4 nebo 5 rozestálými laloky. Tyčinky jsou 4, nevyčnívající z korunní trubky. Semeník je srostlý ze dvou plodolistů, obsahuje 2 komůrky a nese čnělku zakončenou zaobleně hlavatou bliznou. Plodem je peckovice obsahující 2 jednosemenné pecičky.

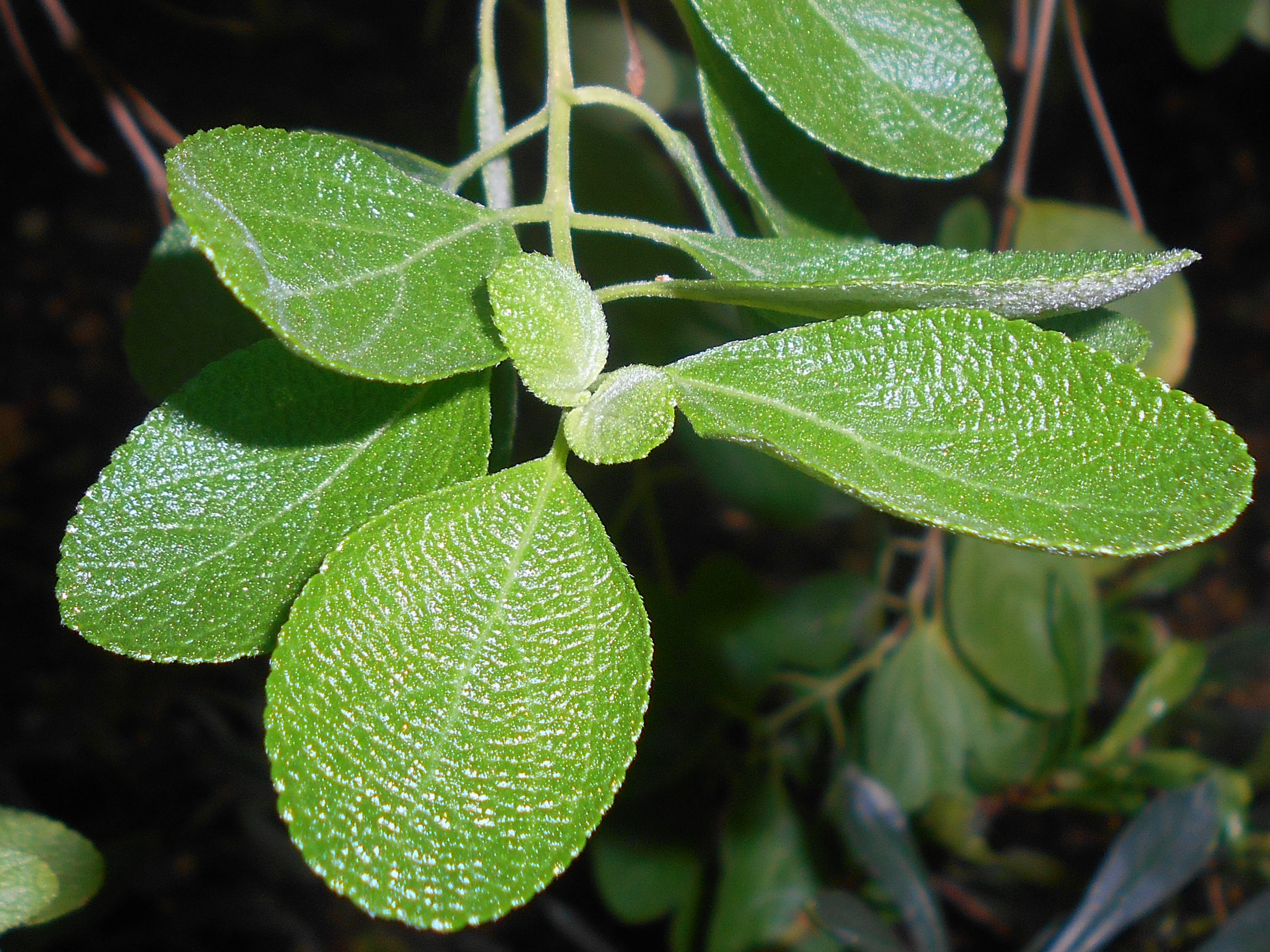
Listy Lantana involucrata
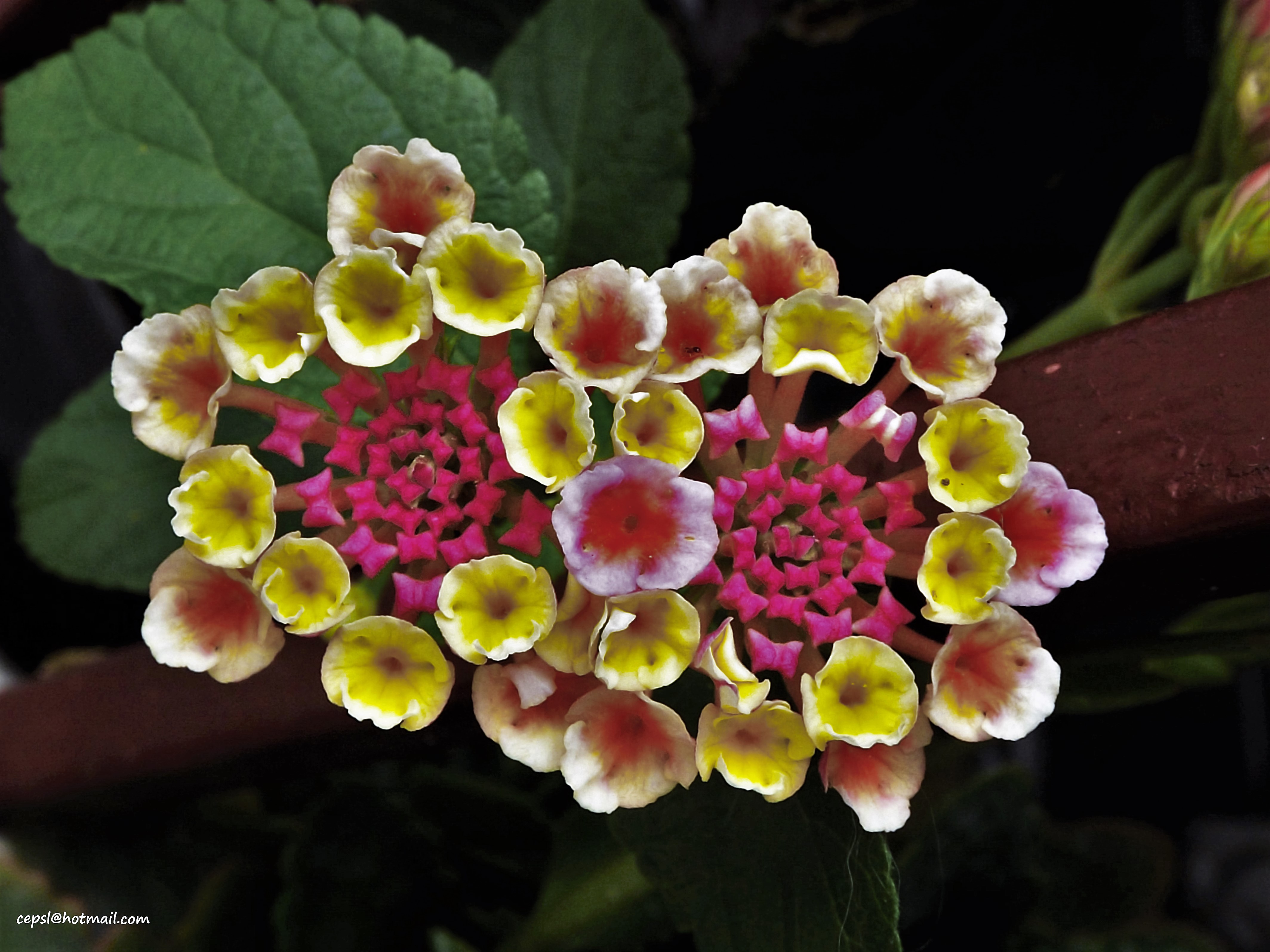
Květenství Lantana trifolia
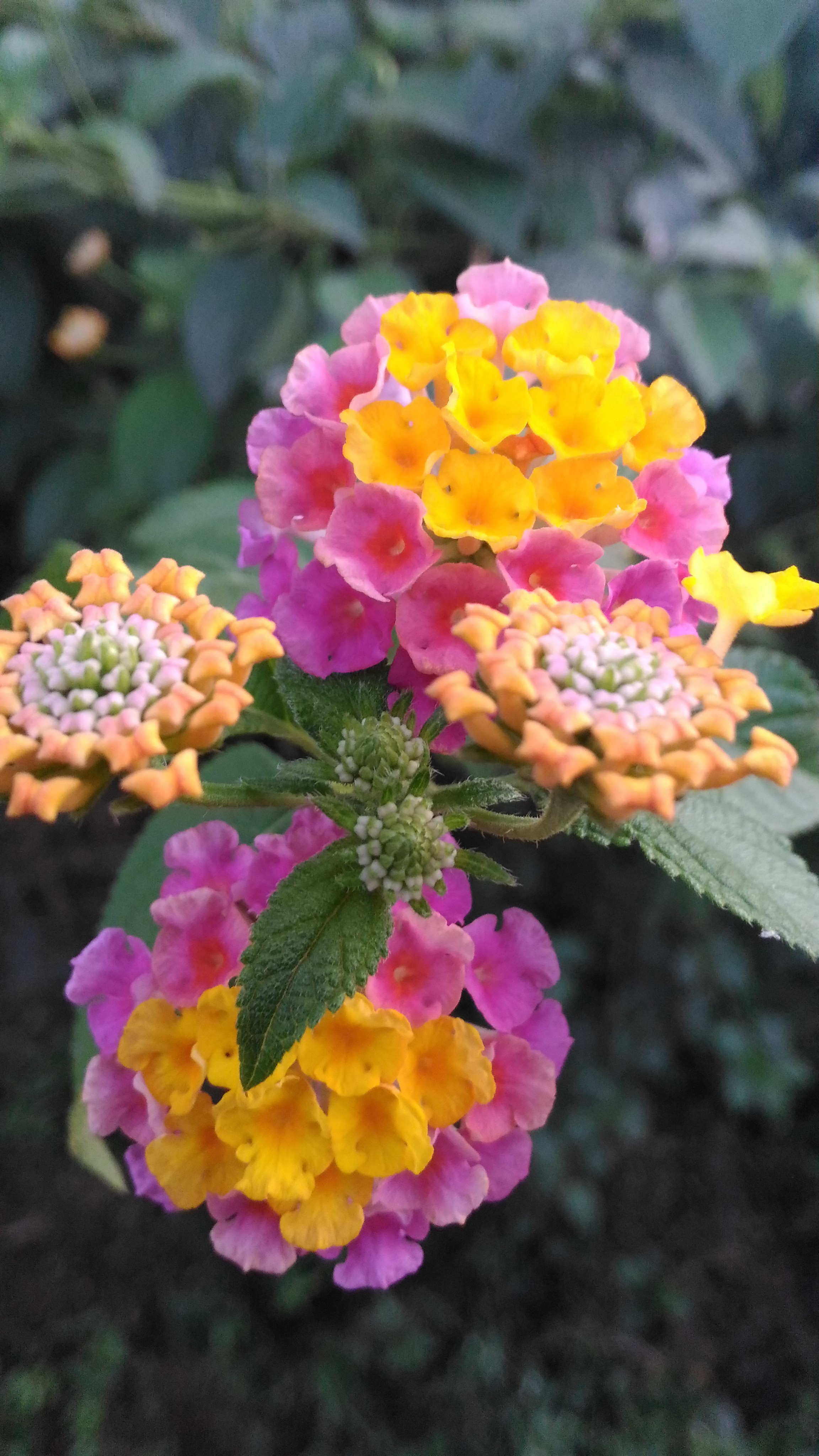
Detail květenství libory
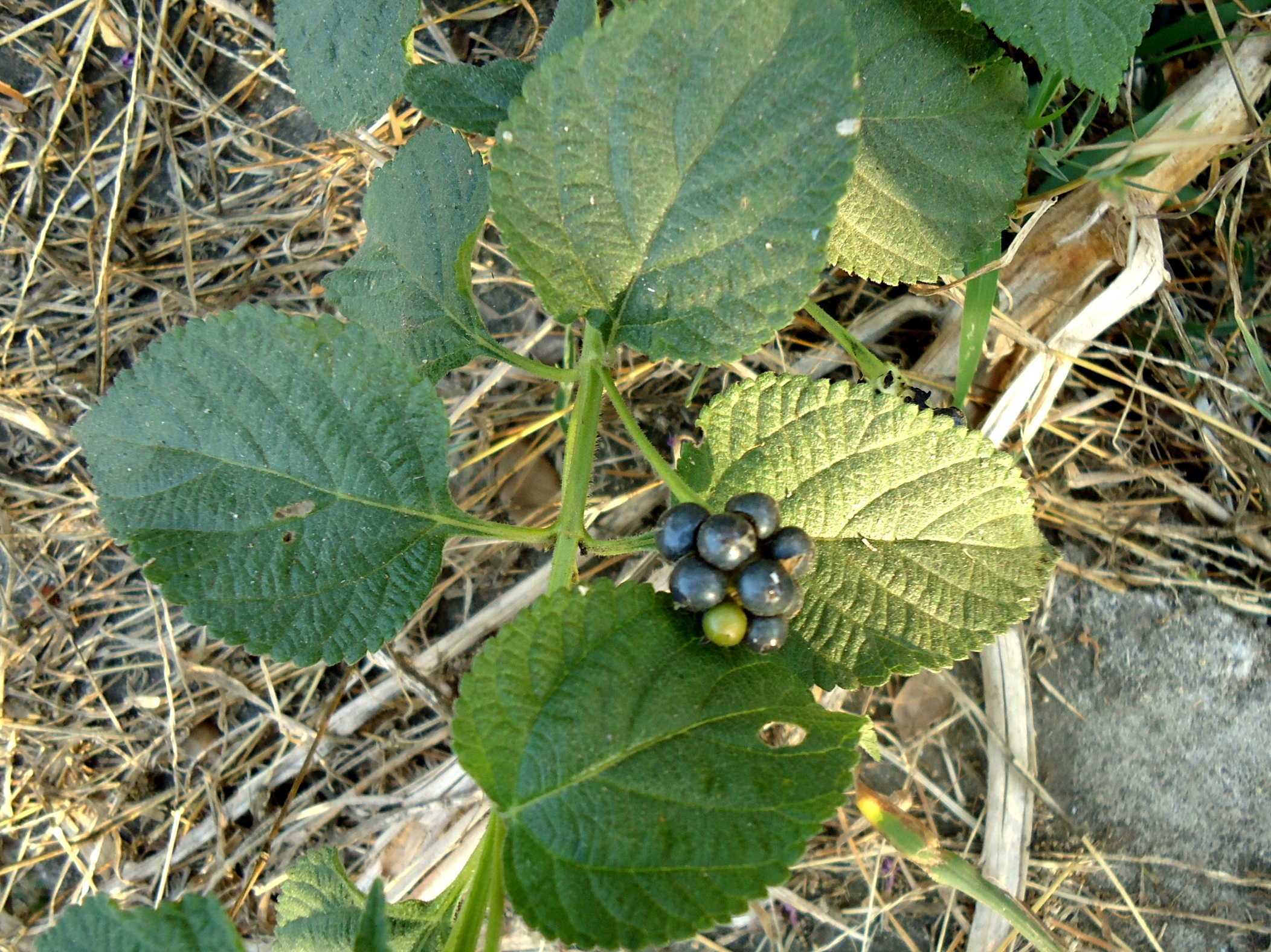
Plody libory

## Rozšíření
Rod libora zahrnuje asi 110 až 150 druhů. Je rozšířen v tropech a subtropech téměř celého světa. V Americe sahá areál rodu od jihu USA po severní Argentinu a zahrnuje i Karibské ostrovy. Vyskytuje se téměř v celé Africe s výjimkou několika málo zemí na severu a západě kontinentu. V Asii je rozšířen od Afghánistánu přes Indický subkontinent po Indočínu. Chybí na Madagaskaru, jihovýchodní Asii, Austrálii, Novém Zélandu a Tichomoří, některé druhy však v těchto oblastech rostou zdomácněle.

## Ekologické interakce

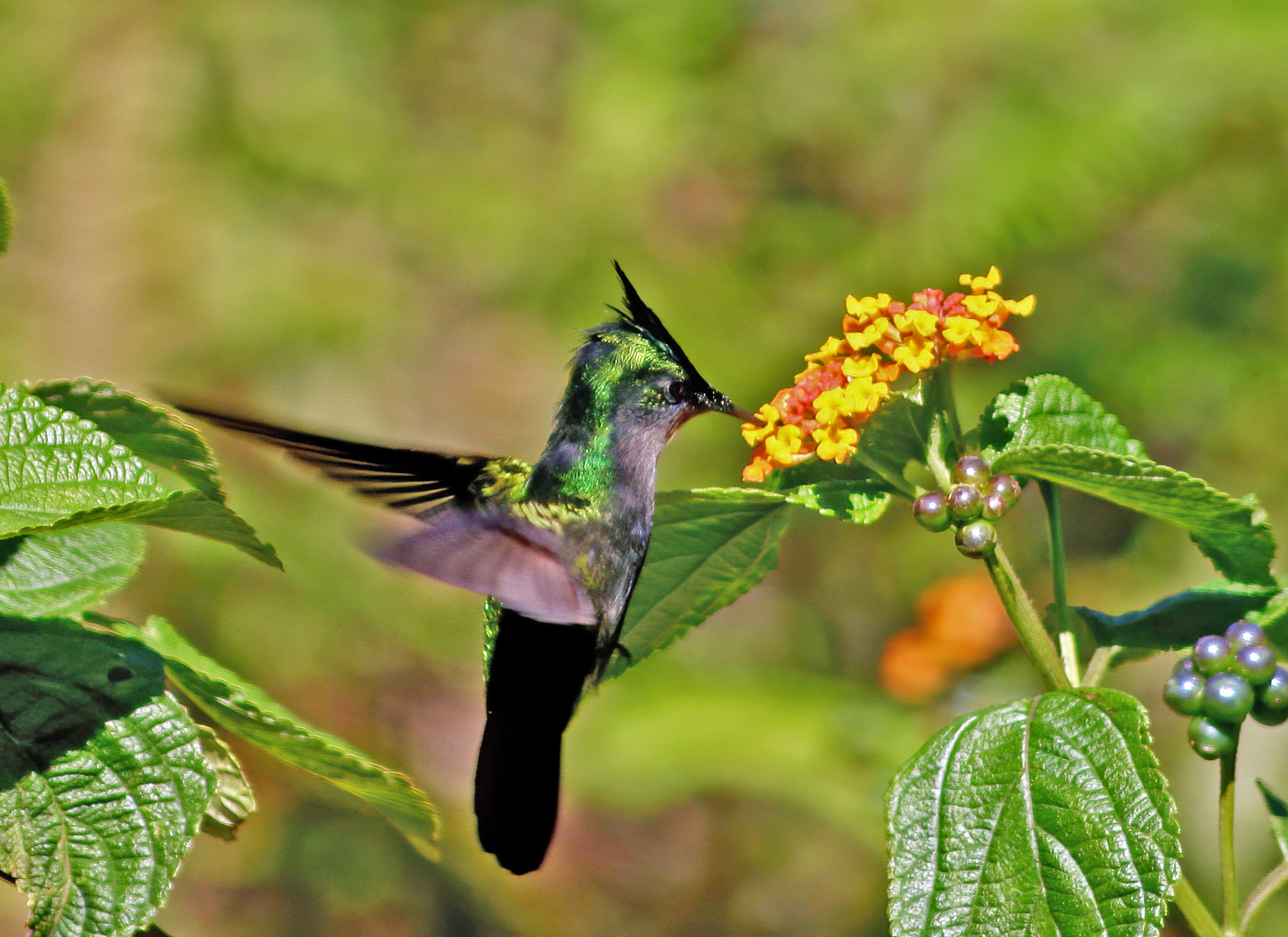
Kolibřík sající na květech libory měnivé

Květy libor lákají svým nektarem četné opylovače, jako jsou motýli, můry, včely a různý jiný hmyz, v Americe také kolibříky.
Semena jsou šířena zejména plodožravými ptáky konzumujícími bobule, v menší míře i některými savci. Bylo zjištěno, že semena snadněji klíčí, pokud projdou jejich zažívacím traktem.

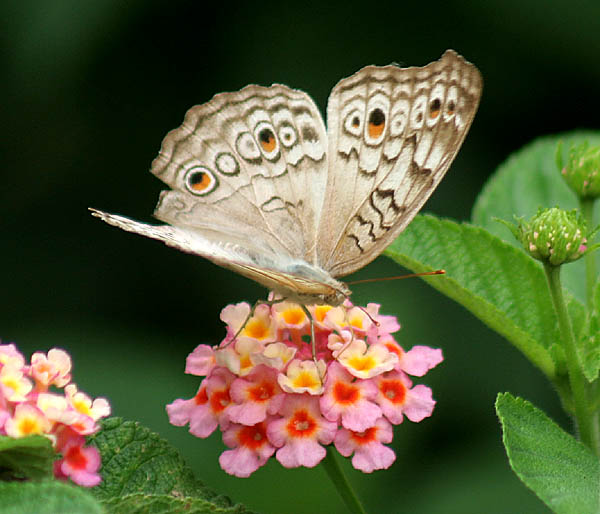
Babočkovitý motýl na květech libory
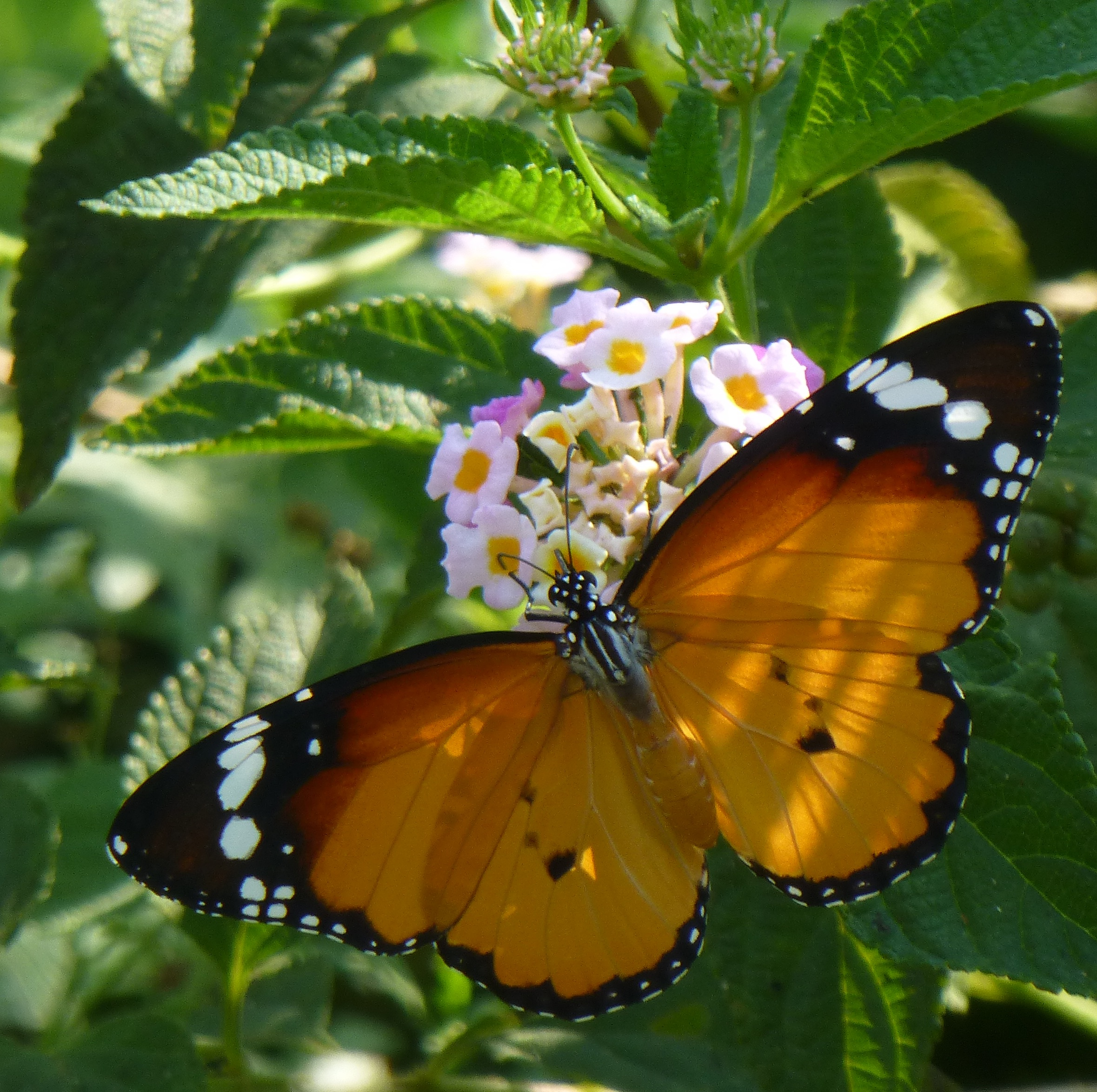
Monarcha Danaus chrysippus na květech libory
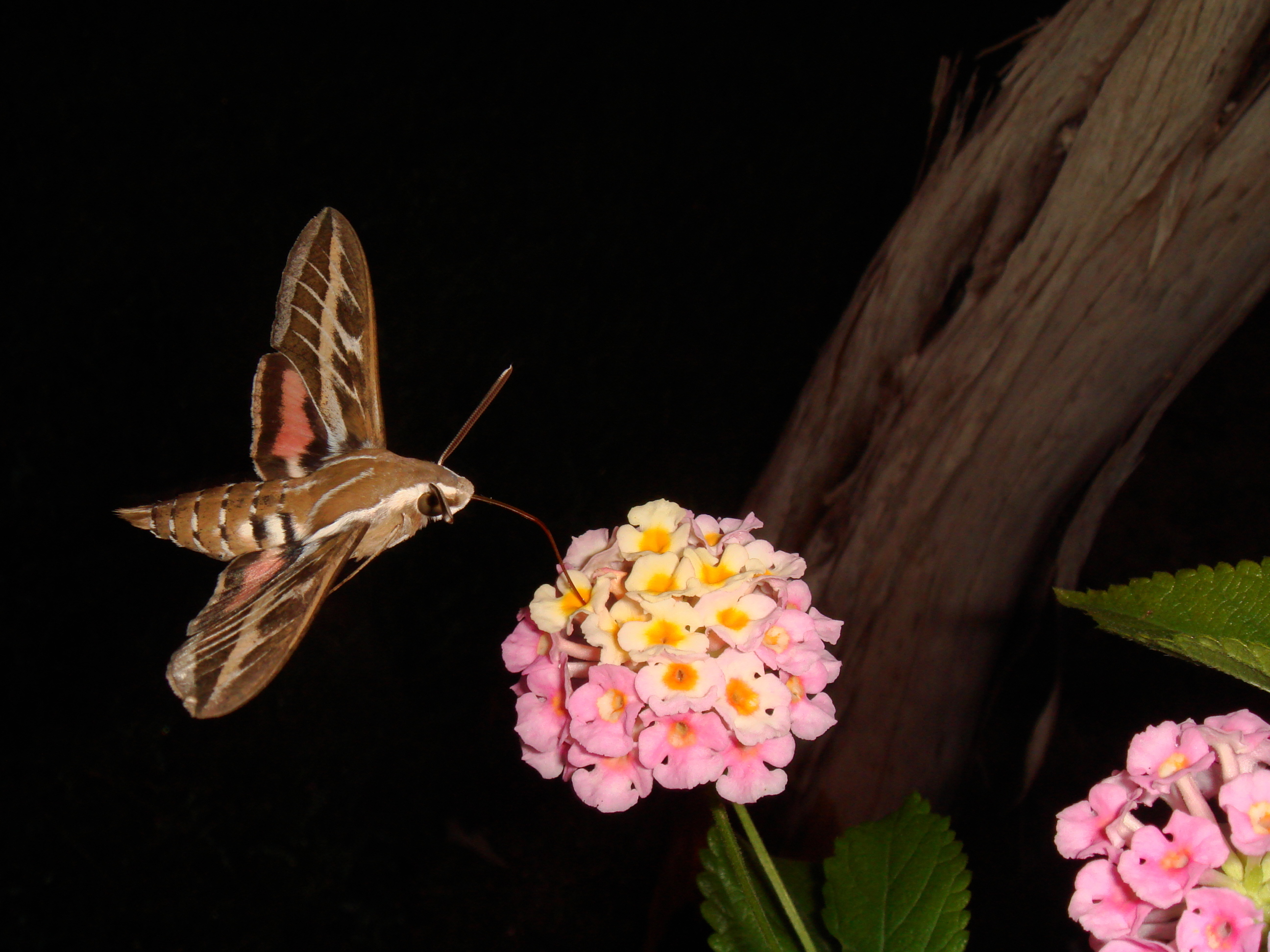
Lišaj vinný (Hyles livornica)
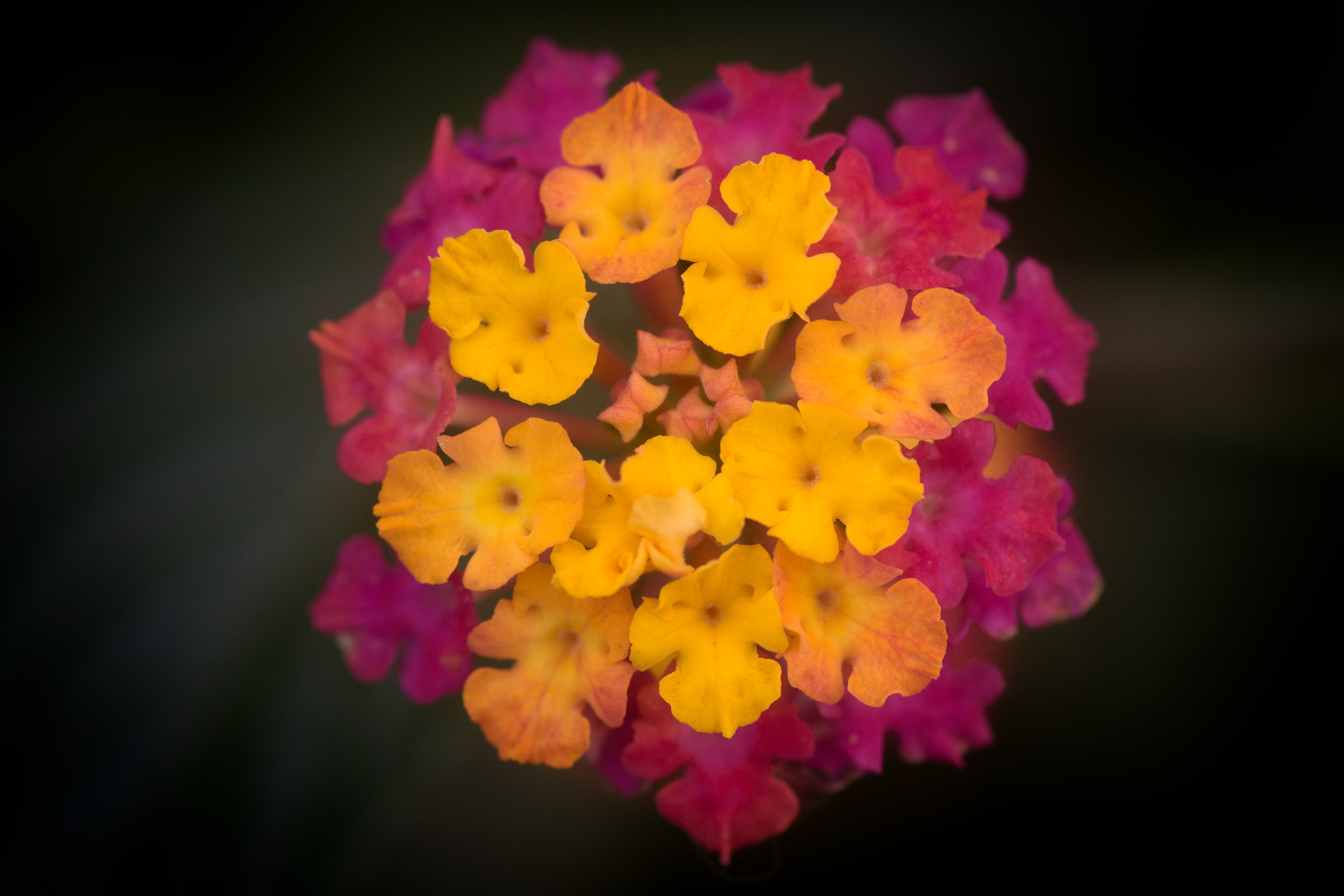
Libora měnivá v Lisabonu

## Obsahové látky a jedovatost

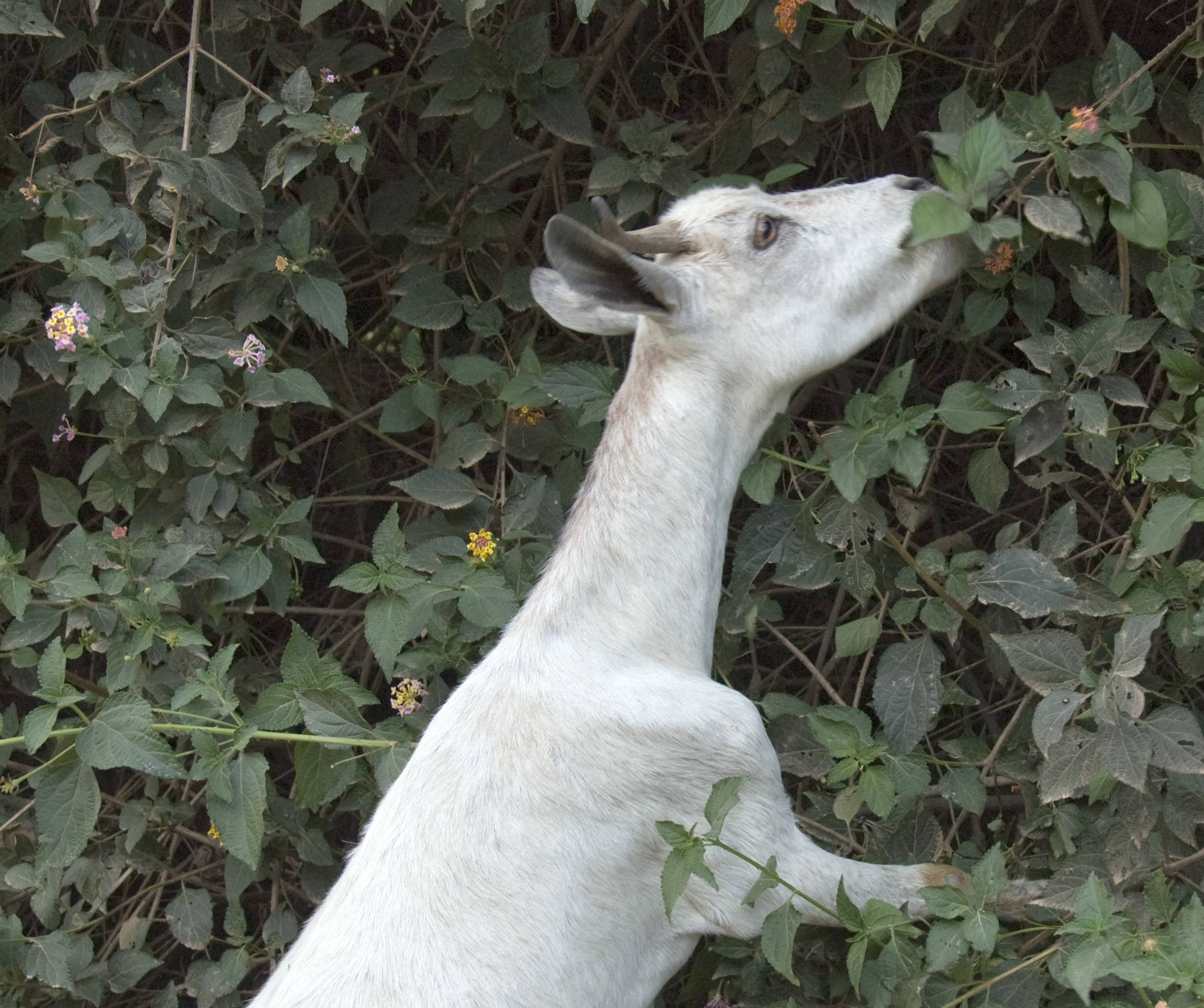
Koza, pasoucí se v Etiopii na rostlinách libory

Některé druhy libor, včetně známé libory měnivé, jsou jedovaté rostliny. Hlavními účinnými látkami jsou lantadeny A, B a C, patřící do skupiny pentacyklických triterpenoidů. Paleta obsahových látek je širší a zahrnuje také monoterpeny a seskviterpeny, glykosidy, naftochinony a flavonoidy. Lantadeny působí jako hepatotoxiny, poškozují rovněž ledviny a způsobují gastroenteritidu.
Nejčastěji dochází k otravám u dobytka. Zvířata jsou po konzumaci rostlin zpočátku anorektická, skleslá a trpí zácpou.
Po několika dnech se rozvíjí žloutenka a u zvířat se světlou pokožkou se projevují příznaky fotosenzitivity, zvířata se straní slunečního svitu a vyhledávají stín. Kůže je zarudlá, napuchlá, posléze vysychá a odlupuje se. Ve vážných případech dochází následně ke ztrátě váhy, průjmům a nakonec nastává smrt následkem selhání jater a ledvin.
Někdy dochází k otravám u dětí, které snědly nezralé plody nebo listy libory. Otrava se projevuje zvracením, slabostí, netečností, rozšířením zorniček a následným bezvědomím. Podobné příznaky byly zaznamenány i u psů. Plně vyzrálé plody jedovaté nejsou, u polozralých to však neplatí. Jako první pomoc pomáhá včasné podání aktivního uhlí nebo bentonitu, které sníží vstřebávání toxinů z trávicího traktu.

## Invazivita
Libora měnivá se v mnohých tropických a subtropických oblastech stala obtížnou, agresivně se šířící invazní rostlinou. Je klasifikována jako silně invazní druh ve více než 60 zemích světa a je považována za jeden z 10 nejhorších světových invazních rostlinných druhů. Vážné hospodářské problémy způsobuje zejména ve východní Africe, Fidži, Austrálii, Havaji, Indii, Filipínách, Jihoafrické republice a Zambii.
Do Austrálie byla dovezena kolem roku 1840 a od té doby se ve východních oblastech kontinentu široce rozšířila. Odhaduje se, že v současnosti pokrývají jen v Austrálii její porosty plochu o rozloze 40,000 km2. Druh je velmi adaptabilní na různé podmínky prostředí a vytváří husté křovinaté porosty.
Libora je příčinou otrav hospodářských zvířat a její šíření má dopady na biodiverzitu, původní ekosystémy a řadu ohrožených druhů. Proto se její pěstování v těchto zemích nedoporučuje s výjimkou speciálně vyšlechtěných hybridních, sterilních kultivarů. Její pěstování je zakázáno např. na Floridě.

## Taxonomie
Rod Lantana je v rámci čeledi Verbenaceae řazen do tribu Lantaneae.
Nejblíže příbuzným rodem je podle výsledků molekulárních studií rod Lippia. Druh Lantana camara představuje celý komplex mikrospecií.

## Zástupci
- libora měnivá (Lantana camara)

## Význam
Některé druhy libor jsou pěstovány v tropech a subtropech jako okrasné keře, zajímavé zejména barevnou proměnou květů v průběhu kvetení. Jejich květy přitahují podobně jako květy komulí množství hmyzu a v Americe také kolibříky. V mírném pásu je možno je pěstovat jako letničky. Nejznámějším a nejvíce rozšířeným druhem je libora měnivá, z dalších druhů se pěstuje např. Lantana montevidensis. Oba druhy pocházejí z tropické Ameriky.
Odvar z libory měnivé je používán v indické ájurvédě při léčení tetanu, malárie a revmatismu. Pasta z listů se aplikuje zevně na spáleniny, uštknutí a otoky. Listy při žvýkání ulevují od bolestí zubů, pára se inhaluje při bolestech hlavy. Rostlina se také používá v zemědělství jako pesticid proti bakteriálním, virovým a houbovým chorobám rostlin a působí také proti plžům.
Druh Lantana indica je užíván v tamilské medicíně jako protijed při hadím uštknutí. Z dalších druhů je v tropické Americe využívána k léčení Lantana trifolia a L. microphylla, v Africe L. rugosa, L. ukambensis a L. viburnoides.

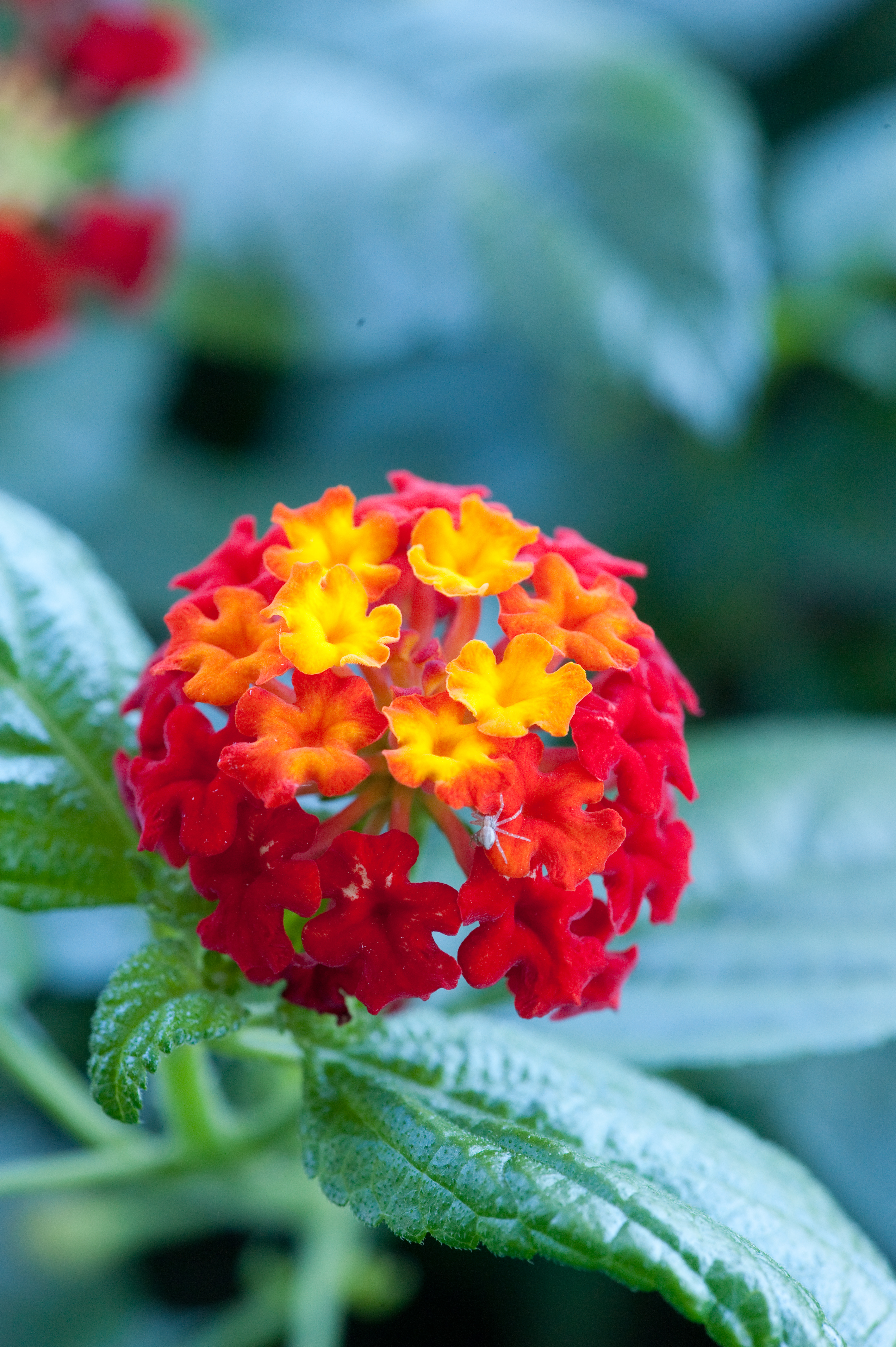
Okrasný kultivar 'Citrus Blend'
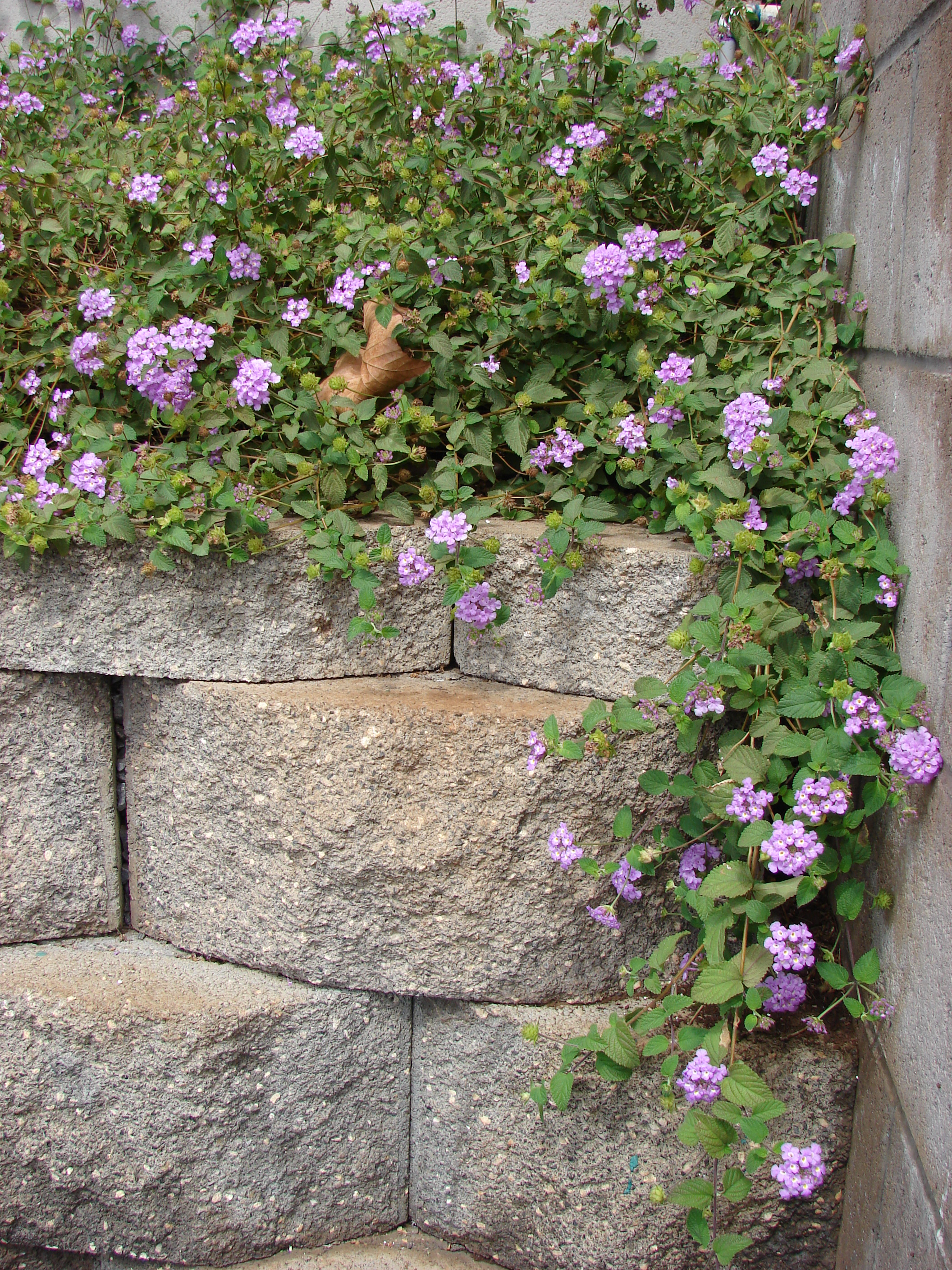
Lantana montevidensis
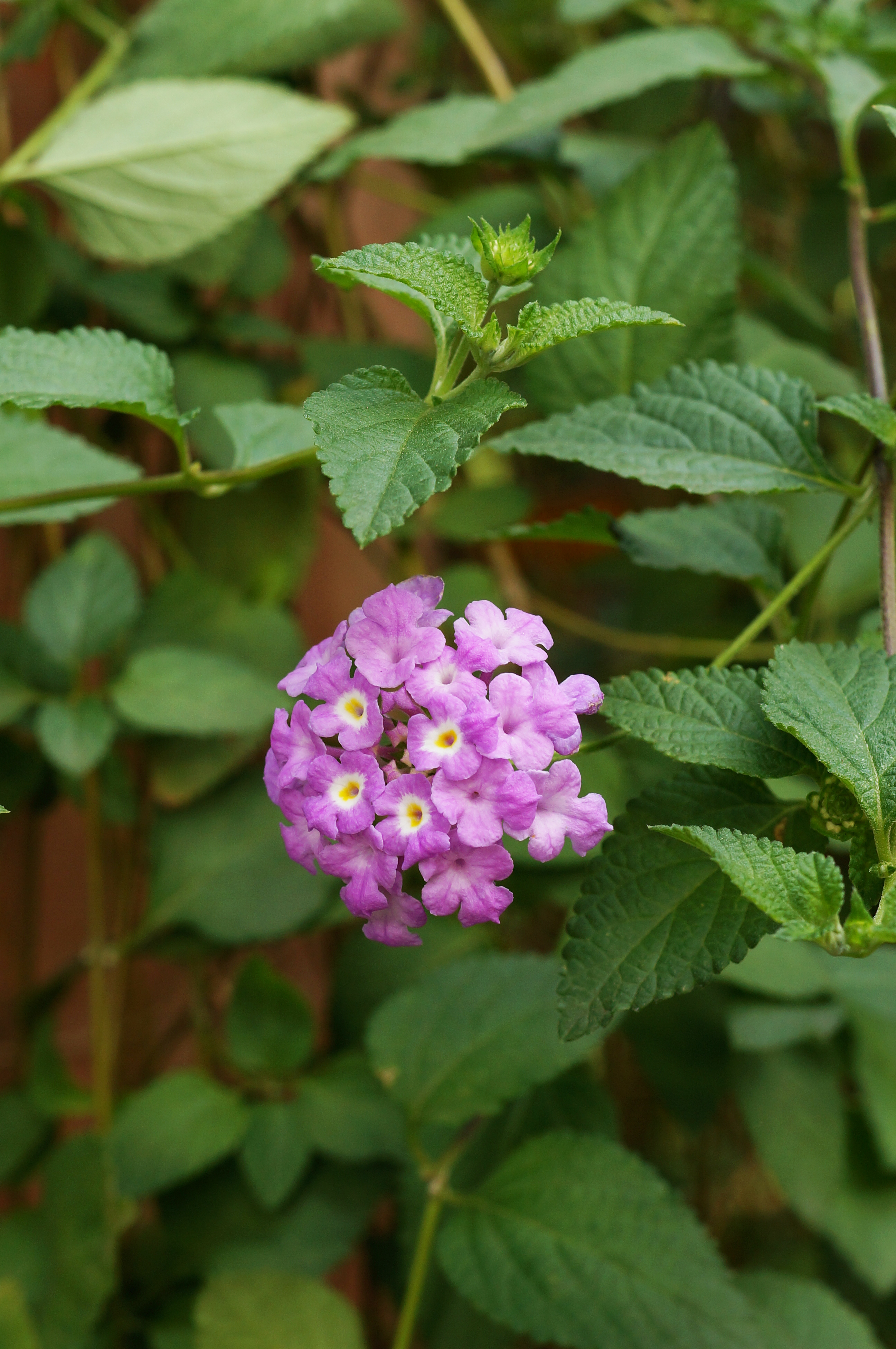
Detail Lantana montevidensis